# Josh King
Joshua „Josh“ King (* 24. August 1985 in Hammond (Indiana)) ist ein US-amerikanischer Basketballtrainer.

## Werdegang
King war als Schüler Basketballspieler an der Trinity High School im US-Bundesstaat North Carolina, fiel dort durch Treffsicherheit beim Dreipunktewurf sowie in seinem Abschlussjahr mit einem Punkteschnitt von 27,1 je Begegnung auf. Von 2004 bis 2006 spielte er während seines Studiums im Fach Wirtschaftswissenschaft zunächst für die Hochschulmannschaft der East Carolina University (45 Spieleinsätze: 2,6 Punkte/Spiel). Zur Saison 2006/07 wechselte der 1,80 Meter große King von der ersten NCAA-Division in die zweite ans Eckerd College. Bei der Mannschaft der Hochschule aus Florida kam er besser zur Geltung, überzeugte wieder als Werfer, erzielte zwischen 2006 und 2008 insgesamt 136 Dreipunktewürfe. Mit neun getroffenen Dreipunktewürfe in einem Spiel stellte King in der Saison 2007/08 eine neue Bestmarke für das Eckerd College auf. In seinen 62 Einsätzen für Eckerd brachte er es auf einen Punktedurchschnitt von 11,3.
King wechselte ins Trainergeschäft, war in der Saison 2008/09 Assistenztrainer am Vassar College (dritte NCAA-Division) im Bundesstaat New York. 2009/10 hatte er wieder als Assistenztrainer eine Stelle an der University of Massachusetts Lowell (erste NCAA-Division) inne. Zwischen 2010 und 2014 gehörte King dem Trainerstab der Marshall University (erste NCAA-Division) an, zunächst als Hilfskraft (2010 bis 2012), dann als Assistenztrainer (2012 bis 2014). 2012 erlangte er an der Hochschule einen Abschluss im Fach Erwachsenenbildung. Er arbeitete 2014/15 in leitender Stellung für einen Veranstalter von Basketball-Trainingslagern. Im Mai 2015 wurde er im Bundesstaat Virginia als Assistenztrainer am Randolph-Macon College (dritte NCAA-Division) vorgestellt und gehörte in den Spielzeiten 2016/17 sowie 2017/18 dann als Assistenztrainer zum Stab der University of New Hampshire (erste NCAA-Division).
King wechselte in den Berufsbasketball, wurde 2018 Co-Trainer von John Patrick beim deutschen Bundesligisten MHP Riesen Ludwigsburg. In diesem Amt trug er dazu bei, dass die Mannschaft 2020 deutscher Vizemeister wurde und die Bundesliga-Saison 2020/21 auf dem ersten Hauptrundenplatz abschloss. Im Vorfeld der Saison 2021/22 trat King das Amt des Cheftrainers des tschechischen Erstligisten USK Prag an. Mit Prag erreichte er 2022 das Viertelfinale um die tschechische Meisterschaft. Nach einer Saison in Tschechien ging der US-Amerikaner nach Ludwigsburg zurück, wurde beim Bundesligisten neuer Cheftrainer und somit Nachfolger von Patrick. King führte Ludwigsburg in der Saison 2022/23 ins Bundesliga-Halbfinale und 2023/24 ins Bundesliga-Viertelfinale. Anschließend verließ er den Verein.
Der US-Amerikaner wurde Ende Mai 2024 als neuer Trainer des türkischen Erstligisten Darüşşafaka SK Istanbul vorgestellt. Er trennte sich im bereits im Oktober 2024 wieder von der Mannschaft, um ein Angebot von South East Melbourne Phoenix aus der australasischen NBL anzunehmen.